# Fil da elephant
fil_da_elephant (alternativ auch Elefantenhiphop genannt) ist eine deutsche Hip-Hop-Gruppe, deren Schwerpunkt der christliche Glaube ist. Gegründet wurde die Gruppe 2009 in Esslingen am Neckar. Die Gruppe steht bei 7skillz, einem Label der 7us media group GmbH, unter Vertrag.
Die Texte beziehen sich auf das Leben des Rappers Fil und seinen Glauben an Gott.
Das Lied Die Wirklichkeit wurde Wochensieger in der Newcomer Radioshow von bigFM. Im Jahr 2013 erschien dann das erste Album der Gruppe, das den Namen fil.ologie trägt, übersetzt „Liebe zur Sprache“ (griech. philología) oder auch „Wissenschaft von Fil“. Zudem gewann die Gruppe den dritten Platz des eigenSINNich-Bandcontest des Evangelischen Jugendwerks. 2014 erschien zudem die Single Kämpfernatur, die zusammen mit Capo di Capi aufgenommen wurde. In dem Musikvideo der Single spielt Boxeuropameister Alexander Dimitrenko mit. 
Das zweite Album fil.osophie erschien im Frühjahr 2016.

## Diskografie

### Alben
- 2013: Fil.ologie (7Skillz), Arsen Studios[5]
- 2016: Fil.osophie (Eigenverlag)
- 2019: Audio.fil (Eigenverlag)

### Singles
- 2013: Deutschrap (7Skillz)
- 2014: Kämpfernatur (Spinnup)